# Trzebinia
Trzebinia (udtale: [tʂɛˈbʲiɲa]; jiddisch: טשעבין Tchebin) er en by i det sydøstlige Polen. Den ligger i voivodskabet Lillepolen (Województwo małopolskie) og har 19.134(2021) indbyggere, og et areal på 	31.3 km². Den er en del af powiat (amt) Chrzanów.

## Geografi
Byen ligger 36 km vest for Kraków, på grænsen mellem Kraków-Częstochowa Jura i øst og det schlesiske højland i vest. Nabobyerne er Chrzanów mod sydvest, Luszowice og Jaworzno mod vest, Bukowno mod nord, Czyżówka, Myślachowice og Młoszowa mod øst, og Piła Kościelecka mod syd. Trzebinia er et vigtigt industricenter, bl.a et olieraffinaderi.

## Historie
Trzebinias historie går tilbage til den sene middelalder. I 1325 havde bebyggelsen allerede en kirke, som blev nævnt i 1470 af historikeren Jan Długosz. Indtil begyndelsen af det 15. århundrede var Trzebinia en kongelig landsby, hvorefter den gik over i hænderne på lokale adelsfamilier. På det tidspunkt blev der opdaget zink- og blyforekomster her. Trzebinia blev en mineby, som fra 1569 til 1802 tilhørte familien Schilhra Trzebiński.